# Paectes arcigera
Paectes arcigera là một loài bướm đêm trong họ Noctuidae.

## Hình ảnh

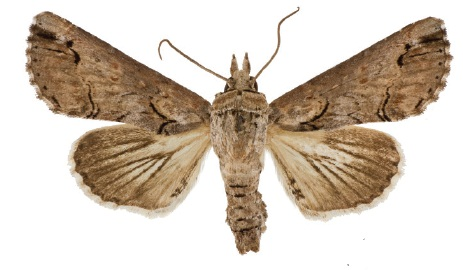
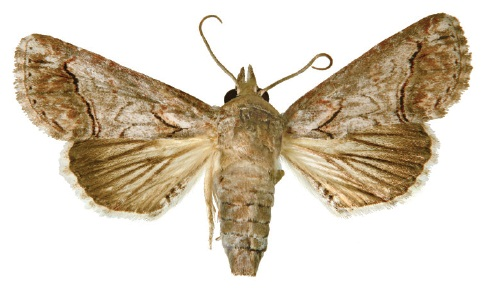